# No Fear
"No Fear" é uma canção da banda finlandesa The Rasmus, originalmente lançada no sexto álbum da banda Hide from the Sun. Foi lançada em 29 de agosto de 2005 como primeiro single do álbum.
A canção alcançou grande êxito nas paradas musicais da Europa e América Latina. Na Suécia e Israel alcançou a primeira posição.

## Videoclipe
O videoclipe para a canção foi dirigido por Jörn Heitmann e gravado na cidade alemã de Berlim. Neste mesmo ano Heitmann havia dirigido vídeos para a banda alemã Rammstein.

## Faixas
- CD single - Internacional

1. "No Fear"
2. "No Fear" (Fearless Remix)

- CD maxi single

1. "No Fear"
2. "Immortal"
3. "No Fear" (Vrenna Remix)

## Gráficos
| País (2007)   | Melhor posição |
| ------------- | -------------- |
| Finlândia     | 1              |
| Alemanha      | 13             |
| Áustria       | 16             |
| França        | 41             |
| Irlanda       | 48             |
| Israel        | 1              |
| Itália        | 19             |
| Países Baixos | 18             |
| Reino Unido   | 43             |
| Suécia        | 23             |
| Suíça         | 44             |